# Баженовський ВТТ
Баженовський ВТТ (рос. БАЖЕНОВСКИЙ ИТЛ, Баженовлаг) — підрозділ системи виправно-трудових установ СРСР, що діяв в м. Асбест з 25.05.50 по 29.04.53.
В оперативному командуванні підпорядковувався спочатку ГОЛОВНОМУ УПРАВЛІННЮ ТАБОРІВ азбестової промисловості, потім (з 02.04.53) ГУЛАГ МЮ.

## Виконувані роботи
- будівництво азбестових підприємств МВС в р-ні Баженовського родовища, азбозбагачувальних фабрик, азбокартонної фабрики,
- робота в азбестовому кар'єрі, проходка шахт,
- будівництво Ново-механічного заводу, житла, залізничних шляхів, автомобільних доріг, комунально-побутових об'єктів, бетонорозчинного, шлакоблочного і цегельного заводів,
- будівництво Уральського заводу азботехничних виробів МХП,
- робота у госпрозрахунковому КБ,
- будівельні роботи на Старо-механічному з-ді, будівництво пивоварного заводу в м. Азбест,
- геологорозвідувальні роботи,
- підсобне с/г, обслуговування цегельного і шлакоблочного заводів